# Eleições parlamentares iugoslavas de 1950
As eleições parlamentares foram realizadas na Iugoslávia em 26 de março de 1950.  Elas foram as primeiras realizadas desde o início do regime comunista, cinco anos antes. O Partido Comunista da Iugoslávia venceu as eleições de 1945 após um boicote da oposição; logo depois, os comunistas aboliram a monarquia e declararam a Iugoslávia uma república popular. A Frente Popular, dominada pelo Partido Comunista, foi a única organização a disputar as eleições,  recebendo 94% dos votos. 

## Antecedentes
Uma nova lei eleitoral foi aprovada em janeiro de 1950.  Imro Filacović, do Partido Camponês Croata, foi o único deputado a votar contra a lei, reclamando que ela não permitia que os partidos da oposição supervisionassem o processo de contagem de votos. Como resultado, ele foi ridicularizado na Assembleia Nacional. 
A nova lei permitiu candidaturas individuais nas eleições para a Assembleia Nacional, substituindo o anterior sistema de lista fechada, embora o sistema de lista fechada permanecesse em vigor para o Conselho das Nacionalidades.  Os candidatos precisavam das assinaturas de 100 eleitores registrados para poderem concorrer a cargos públicos.  Contudo, nessa altura, a Frente Popular no poder já não tolerava os partidos da oposição.  Como resultado, os eleitores só tinham a opção de aprovar ou rejeitar um único candidato da Frente Popular em cada círculo eleitoral.  O líder do Partido Comunista e primeiro-ministro Josip Broz Tito afirmou que qualquer programa alternativo seria hostil ao socialismo e "isso, naturalmente, não podemos permitir". 
Apesar da ausência de candidatos da oposição,  a votação foi secreta. Os eleitores depositaram os seus votos usando bolas de borracha e foram obrigados a colocar as mãos em ambas as urnas para garantir o sigilo. 